# Geneviève Lazaron
Geneviève Lazaron (Namen, 26 maart 1966) is een Belgisch politica voor Les Engagés.

## Biografie
Lazaron groeide op in een familie van handelaars. Van opleiding onderwijzeres, gaf ze gedurende twintig jaar les op het college Notre Dame de la Paix in Erpent. 
Ze trad in de politieke voetsporen van haar vader Roger Lazaron, die voor de christendemocratische PSC, de voorloper van de partijen cdH en Les Engagés, schepen in Namen was. Voor het cdH werd ze in oktober 2006 verkozen tot gemeenteraadslid van deze stad en van 2006 tot 2012 was ze er schepen van Onderwijs en Kinderopvang. In 2012 verliet ze de gemeentepolitiek van Namen om zich op provinciaal niveau politiek te engageren.
In oktober 2012 werd Lazaron verkozen tot provincieraadslid van Namen. Van december 2012 tot december 2018 was ze in de provincie gedeputeerde voor Sociale Aangelegenheden, Huisvesting, Gezondheid, Cultuur en Sport en van december 2018 tot juni 2024 was ze gedeputeerde van Sociale Actie, Gezondheid en Cultuur.
Bij de Waalse verkiezingen van juni 2024 werd Lazaron verkozen in het arrondissement Namen. Ze nam vervolgens ontslag als gedeputeerde om in het Waals Parlement en het Parlement van de Franse Gemeenschap te zetelen. 
Ze was tevens van 2007 tot 2012 bestuurslid van de CECP, de onderwijsraad voor gemeenten en provincies in Franstalig België, en van 2010 tot 2012 bestuurslid van de Christelijke Mutualiteit van de stad Namen.